# Chelonus quadrimaculatus
Chelonus quadrimaculatus är en stekelart som beskrevs av Cameron 1887. Chelonus quadrimaculatus ingår i släktet Chelonus och familjen bracksteklar. Inga underarter finns listade i Catalogue of Life.